# Condado de Crowley
El condado de Crowley (en inglés: Crowley County), fundado en 1911, es uno de los 64 condados del estado estadounidense de Colorado. En el año 2000 tenía una población de 5518 habitantes con una densidad poblacional de 3 personas por km². La sede del condado es Ordway.

## Geografía
Según la Oficina del Censo, el condado tiene un área total de 2073 km² (800,4 mi²), de la cual 2043 km² (788,8 mi²) es tierra y 29 km² (11,2 mi²) (1.42%) es agua.

### Condados adyacentes
- Condado de Lincoln - norte
- Condado de El Paso - noroeste
- Condado de Otero - sur
- Condado de Kiowa - este
- Condado de Pueblo - oeste

## Demografía
En el 2000 la renta per cápita promedia del condado era de $26 803, y el ingreso promedio para una familia era de $32 162. En 2000 los hombres tenían un ingreso per cápita de $20 813 versus $24 261 para las mujeres. El ingreso per cápita para el condado era de $12 836. Alrededor del 18.50% de la población estaba bajo el umbral de pobreza nacional.

## Ciudades y pueblos
- Crowley
- Olney Springs
- Ordway
- Sugar City